# Association Sportive Miquelonnaise
A Association Sportive Miquelonnaise é um clube de futebol com sede em Miquelão. Foi fundado em 18 de julho de 1949.
É um dos apenas três clubes existentes no território francês de São Pedro e Miquelão, junto com a Association Sportive Saint-Pierraise e a Association Sportive Ilienne Amateurs. Do grupo, é a equipe que ganhou menos títulos nacionais em São Pedro e Miquelão, com apenas cinco títulos registrados (1999, 2005, 2008, 2020 e 2021).

## Títulos
- Liga de Futebol de São Pedro e Miquelão: 1999, 2005, 2008, 2020[4] e 2021[5]
- Copa do Arquipélago: 1992,[6] 1993, 1997,[7] 2005[8]
- Copa de Newfoundland: 1979[9]